# Sint-Barbaraklooster (Delft)
Het Sint-Barbaraklooster is een voormalig klooster in de stad Delft, in de Nederlandse provincie Zuid-Holland. Het gebouw doet tegenwoordig dienst als sociëteit van studentenvereniging Virgiel.

## Geschiedenis
Enkele nonnen die het nabijgelegen Sint-Agathaklooster na onenigheid hadden verlaten, betrokken in mei 1405 een eigen klooster aan de Oude Delft. Ze behoorden tot de Franciscaner Orde. Dit klooster werd in 1536 door brand verwoest, waarna het op dezelfde plaats werd herbouwd. In 1572 werd het katholicisme in Holland verboden en verloor het gebouw definitief de functie van klooster. De laatste non verliet het gebouw in 1579 en het pand deed voortaan dienst als weeshuis. Daarnaast was er in de 16e en 17e eeuw een wapenopslag in gevestigd.
In 1910 verdween de functie van weeshuis en het pand raakte in verval. Vanaf 1949 bevindt zich in het gebouw de studentensociëteit KSS Alcuin van K.S.V. Sanctus Virgilius.
Sint-Agathaklooster · Sint-Agnesklooster · Sint-Anneklooster · Bagijnhof · Sint-Barbaraklooster · Sint Bartholomeus in Jeruzalem · Cellebroedersklooster · Sint-Claraklooster · Sint-Hieronymusdal · Klooster Koningsveld · Maria Magdalenaklooster · Minderbroederklooster · Sint Ursulaklooster